# Phantom (Khold)
Phantom è il secondo album dei Khold, pubblicato nel 2002.

## Tracce
1. Dødens Grøde – 3:57
2. Skjebnevette – 3:33
3. Hekseformular I Vev – 3:01
4. Phantom – 4:19
5. Fra Grav Til Mørke – 3:09
6. Døde Fuglers Sang – 4:02
7. Slaktereika – 3:53
8. Ord I Flammer – 4:23
9. Vandring – 3:33

## Formazione
- Sverre "Gard" Stokland – voce, chitarra
- Geir "Rinn" Kildahl – chitarra
- Sir Graanug – basso
- Thomas "Sarke" Berglie – batteria